# Иона II
Митрополи́т Ио́на II (ум. 9 июля 1507) — митрополит Киевский, Галицкий и всея Руси.

## Биография
Сведений о нём до избрания на Киевскую митрополию известно мало. До принятия монашества он был человеком семейным и имел сына Семёна. Есть основания полагать, что он происходил из Московского государства.
B начале 1502 года, по протекции великой княгини Елены, дочери Московского великого князя Ивана III, был назначен настоятелем Минского Вознесенского монастыря.
С 1503 года до кончины управлял Киевской митрополией. Своим назначением на митрополию обязан православной королеве Елене, которая ходатайствовала за него перед королём Александром. Благословение и поставление на митрополию Иона получил, вероятно, от Цареградского патриарха Пахомия в 1504 году.
Был активным противником Флорентийской унии. Этим он отличался от своего предшественника Иосифа I Болгариновича, сторонника унии. Иона был весьма активен в защите Православия, в его правление исчезли все следы унии.
Как пастырь митрополит Иона был ревностным и строгим, человеком простого благочестия. Пользовался глубоким уважением паствы.
Скончался 9 июля 1507.